# كارميني سابونيتي
كارميني سابونيتي (12 يونيو 1913 - 31 أكتوبر 1990)، هو دراج إيطالي.  فاز في المرحلتين 4 و 6 من 1939 جيرو ديتاليا طواف إيطاليا.  